# Departament de Justícia dels Estats Units
El Departament de Justícia dels Estats Units (anglès: United States Department of Justice, abreujat com DoJ o DOJ) constitueix, segons la secció 501 del títol 28 del Codi dels Estats Units (United States Code) un departament executiu del govern dels Estats Units.
L'any 2005 tenia 112.500 empleats i l'any 2008 tenia un pressupost de 46,2 milers de milions de dòl·lars
Té el seu lema en llatí: Qui Pro Domina Justitia Sequitur
El departament de Justícia va ser creat l'any 1870, i és dirigit pel procurador general dels Estats Units (Attorney General), nomenat pel president dels Estats Units, assessorat legalment pel seu gabinet i secundat des de 1950 per un procurador adjunt dels Estats Units (Deputy Attorney General).
Actualment el departament de Justícia té la seu a la capital Washington en l'edifici Robert Kennedy.
El 19 de gener del 2012 el col·lectiu Anonymous va fer caure els seus servidors com a protesta pel tancament de Megaupload i l'arrest dels seus treballadors.